# Ланьєр (округ, Джорджія)
31°02′16″ пн. ш. 83°03′46″ зх. д. / 31.0378937° пн. ш. 83.0626534° зх. д.
Округ Ланьєр (англ. Lanier County) — округ у штаті Джорджія, США. Утворений у 1920 році. Адміністративний центр — місто Лейкленд. Ідентифікатор округу 13173.

## Географія
Округ Ланьєр розташований у південній частині штату Джорджія. Загальна площа становить 518 км² (200 квадратних миль), з яких 479 км² (185 квадратних миль) — суша, а 39 км² (15 квадратних миль) — водна поверхня (7,5 % від загальної площі).

### Суміжні округи
- Аткінсон — північ
- Клінч — схід
- Еколс — південь
- Лоундс — південний захід
- Беррієн — північний захід

## Історія
Округ Ланьєр утворений у 1920 році на честь поета Сідні Ланьєра, уродженця Джорджії. Це один з наймолодших округів штату.

## Демографія

### Динаміка населення
За даними перепису 2020 року населення округу становило 9877 осіб, що на 2 % менше порівняно з 2010 роком. Щільність населення — 19,1 осіб на км².

### Характеристики населення (перепис 2000 року)
| Показник                           | Кількість | Частка (%) |
| ---------------------------------- | --------- | ---------- |
| Загальне населення                 | 7241      | 100,0      |
| За типом поселення                 |           |            |
| Міське населення                   | 415       | 5,7        |
| Сільське населення                 | 6826      | 94,3       |
| За статтю                          |           |            |
| Чоловіки                           | 3669      | 50,7       |
| Жінки                              | 3572      | 49,3       |
| Домогосподарства                   |           |            |
| Загальна кількість домогосподарств | 2593      | —          |
| Кількість родин                    | 1932      | 74,5       |
| Кількість будинків                 | 3011      | —          |
| Середній розмір родини             | 3,12      | —          |

### Віковий розподіл населення
| Стать      | Вікові групи | Вікові групи | Вікові групи | Вікові групи | Вікові групи | Вікові групи | Вікові групи | Вікові групи | Всього |
| Стать      | До 15        | 15–21        | 22–29        | 30–39        | 40–49        | 50–65        | 65–85        | Понад 85     | Всього |
| ---------- | ------------ | ------------ | ------------ | ------------ | ------------ | ------------ | ------------ | ------------ | ------ |
| Чоловіки   | 835          | 447          | 464          | 573          | 547          | 494          | 288          | 21           | 3669   |
| Жінки      | 784          | 377          | 368          | 539          | 510          | 532          | 381          | 81           | 3572   |
| Всього     | 1619         | 824          | 832          | 1112         | 1057         | 1026         | 669          | 102          | 7241   |
| Частка (%) | 22,4         | 11,4         | 11,5         | 15,4         | 14,6         | 14,2         | 9,2          | 1,4          | 100,0  |

## Економіка
Округ Ланьєр має переважно сільськогосподарську економіку. Основні галузі:
- Сільське господарство (вирощування тютюну, кукурудзи, сої)
- Лісове господарство
- Невелика промисловість

## Освіта
Освітню систему округу представляє Шкільна система округу Ланьєр (Lanier County School System), яка включає кілька початкових і середніх шкіл.

## Транспорт
Через округ проходять:
- Міжштатна автомагістраль I-75
- Федеральна автодорога US-41
- Державні автодороги GA-11 та GA-135

## Населені пункти

### Міста
- Лейкленд — адміністративний центр
- Рей-Сіті

### Невключені території
- Беррієн
- Міллтаун